# スモール・スティル・ボイス -精霊の囁き-
『スモール・スティル・ボイス -精霊の囁き-』（スモール・スティル・ボイス せいれいのささやき）はオフィスゼロの烏羽、ミシェール、海野によってデザインされたファンタジーRPG（テーブルトークRPG）。1992年にオフィスゼロから出版された。
中世ヨーロッパ風の幻想世界を舞台にした、オーソドックスなスタイルのファンタジーRPGである。「すべての魔法は精霊召喚によって行なわれる」という設定が、システムの特徴となっている。

## 世界設定
『スモール・スティル・ボイス』では、歴史についてほとんど紹介されていない。
冒険の舞台として「アドグーン大陸南部」が紹介されている。「パンデモニアム国」「リテイラ国」などいくつかの大国があるが、まだ未開の土地も多く、モンスターの出現する地域も多い。

## システム

### 行為判定
行為判定では、サイコロとして10面ダイス2個（2D10）を使用する。すべての行為判定は2D10による上方判定となる。

### 精霊召喚
『スモール・スティル・ボイス』における魔法は、すべて「精霊召喚を行ない、精霊に仕事をしてもらうことで、効果を発揮する」というルールになっている。召喚できる精霊は大気・火・大地・水の属性があり、さらに召喚の難易度によって並（フーキー）・難（ファリスィー）・至難（フィンヴァラ）・不可能（オベロン）の種類がある。
個別の魔法は存在していないが、精霊の属性と種類によってさせられる仕事の例が、いくつか紹介されている（76種類）。例えば、大気のファリスィー（難易度が難）を召喚すれば、仕事として「空気の盾」を作らせることができる。
召喚した精霊がどれだけの仕事をするかは、最終的にはGMの裁量に任されている。指針として、それぞれの精霊の仕事量は「フーキー：ファリスィー：フィンヴァラ：オベロン」で「1：3：5：10」であるとされる。

### マジックアイテムとエゴ
『スモール・スティル・ボイス』では、マジックアイテムについても精霊の宿ったアイテムとして扱われている。マジックアイテムの中には、精霊の人格としてエゴを持つものがある。
同じキャラクターが複数の「エゴを持つマジックアイテム」を所持すると、すぐにダイスを振り表を参照しなければならない。その結果によって「前から持っていたアイテムが消える」「後から持ったアイテムがノーマルアイテムになる」などといった事故が発生する。

## キャラクター

### 種族
人間
人類。世界でもっとも繁栄している種族。
エルフ
森に住む種族。寿命は300年ほど。精霊に対して敏感で、仲がよい。
ドワーフ
鉱物・金属に詳しい種族。暗闇でも目が見える。寿命は200年ほど。
コビット
成人した人間の腰ほどまでの身長の種族。楽天的でどこにでも住み着く。
パピヨン
身長30cmほどで2～4枚の羽根を持つ種族。寿命は20年ほど。非常に精霊に近い種族といわれる。
マルネルリ
人間に近い姿だが、筋力でも敏捷性でも意志力でも人間を上回る、優秀な種族。月の光に照らされると「額に模様が浮かび上がる」ため、これで人間と区別することができる。精霊たちから嫌われた種族であり、受ける回復効果は半分に、受けるダメージは2倍になる。
メルカバ
カバと人間の獣人。水辺に住み、性格はのんきな種族。頭身は3頭身ほどに見える。身長ほどもある尻尾は大変に器用で、これで剣を使うこともできる。メルカバと精霊は、お互いをまったく気にかけない。